# Do or Die (Dropkick-Murphys-Album)
Do or Die ist das erste Studioalbum der Dropkick Murphys. Es wurde 1998 veröffentlicht und ist das einzige Album, auf dem Mike McColgan, eines der Gründungsmitglieder und damaliger Frontmann zu hören ist, bevor dieser Feuerwehrmann beim Boston Fire Department wurde, dann jedoch wieder zur Musik zurückkehrte und die Street Dogs gründete.

## Rezeption
Allmusic gab Do or Die drei von fünf möglichen Sternen und meint, das Album sei "eine interessante Mischung aus Hardcore Punk und traditionellen irischen Einflüssen". Punknews.org sagte "Angetrieben durch die wütende Stimme von Mike McColgan und dem unvergesslichen Reibeisen Ken Casey ist "Do or Die" eine Sammlung einiger der besten Oi!/Street/Punk-Rock Stücke, die jemals aufgenommen wurden".

## In anderen Medien
In der Pilotfolge von Terminator: The Sarah Connor Chronicles ist ein Do or Die- Poster an der Schlafzimmerwand von John Connors zu sehen. Im Abspann von Restrepo ist das Lied Barroom Hero zu hören, und im Videospiel Dave Mirra Freestyle BMX der Track Never Alone zu finden.

## Titelliste
Wenn nicht anders angegeben, wurden alle Texte von Ken Casey geschrieben:
1. "Cadence to Arms" (Traditionell, eine überarbeitete Version von Scotland the Brave) – 1:49
2. "Do or Die" (Casey, Matt Kelly) – 1:50
3. "Get Up" – 2:06
4. "Never Alone"- 2:54
5. "Caught in a Jar" (Casey, Kelly, Rick Barton) – 2:19
6. "Memories Remain" (Casey, Kelly) – 2:25
7. "Road of the Righteous" – 2:56
8. "Far Away Coast" (Casey, Kelly) – 2:41
9. "Fightstarter Karaoke" (Casey, Kelly) – 2:18
10. "Barroom Hero" – 2:57
11. "3rd Man In" – 2:18
12. "Tenant Enemy #1" (Casey, Kelly) – 2:13
13. "Finnegan's Wake" (Traditionell) – 2:19
14. "Noble" (Casey, Kelly) – 2:34
15. "Boys on the Docks (Murphys' Pub Version)" – 2:33
16. "Skinhead on the MBTA" – 3:49

## Besetzung
- Mike McColgan – Gesang
- Ken Casey – Gesang, Bass
- Rick Barton – Gitarre, Gesang
- Matt Kelly – Schlagzeug
- Joe Delaney – Dudelsack
- Swingin’ Utters – auf dem Track "Skinhead on the MBTA"